# Varo (nautica)

Varo scivolato di poppa della Vittorio Veneto (25 luglio 1937), Cantieri Riuniti dell'Adriatico, Trieste

Il varo è l'evento con cui lo scafo di una nave in costruzione in un cantiere navale entra in acqua per la prima volta. Al varo è abbinata generalmente una cerimonia con la quale una madrina battezza la nave infrangendo una bottiglia (solitamente di champagne) sulla prua e dandole il nome.
Il varo può essere di quattro tipi.

## Tipologie
Varo scivolato di poppa
Quando la nave viene costruita sullo scalo, si ha il varo di tipo tradizionale o scivolato. Lo scalo è un grande piano inclinato sul quale viene costruito lo scafo della nave. Quando la nave deve essere varata, la si fa appoggiare su delle slitte trattenute da appositi scontri. Al momento del varo (cioè quando la bottiglia si infrange sulla prora), gli scontri vengono sbloccati e la nave scivola in acqua. La corsa della nave può essere libera, oppure può essere rallentata da catene o funi per evitare che la nave vada troppo al largo o a collidere con altri ingombri. La nave solitamente entra in mare di poppa per alcuni motivi: una migliore galleggiabilità e un maggiore freno all'entrata in acqua. La pendenza del piano inclinato è compresa di solito tra 1/16 e 1/25. Il varo genera forti sollecitazioni sulla struttura della nave, particolarmente nel momento in cui la poppa è già in acqua mentre la prua è ancora sullo scalo. È una tipologia di varo utilizzata per le navi di tutte le dimensioni.
Varo scivolato laterale
Il varo può essere fatto anche di lato, ed è questa una tecnica utilizzata specialmente nel caso in cui il cantiere si trovi sulla riva di un fiume o di un lago. È una tipologia di varo solitamente utilizzata per navi di dimensioni piccole.
Varo per galleggiamento in bacino
Quando la nave viene invece costruita in un bacino di costruzione/carenaggio in muratura, il varo consiste solamente nel primo galleggiamento della nave, che si attua allagando il bacino stesso. Il varo di questo tipo viene anche chiamato varo tecnico. La costruzione e il varo in bacino di carenaggio sono riservati a navi di notevoli dimensioni per il numero esiguo di bacini di costruzione, disponibili solo nei grossi plessi cantieristici e per le ridotte sollecitazioni che il varo comporta.
Varo carrellato da pontone
La nave, costruita nel cantiere in posizione livellata, al momento del varo viene trasferita su un pontone galleggiante (o su un bacino galleggiante) ancorato al molo del cantiere stesso utilizzando dei carrelli semoventi. Il pontone viene poi lentamente affondato facendo sì che la nave prenda a galleggiare. È una tipologia di varo riservata a navi di medie-piccole dimensioni ed è una tecnologia introdotta solo di recente per via della difficoltà nella realizzazione di carrelli semoventi delle dimensioni adatte per le navi. Il varo carrellato più impegnativo sinora effettuato è stato quello dei cacciatorpediniere lanciamissili Andrea Doria (D 553) e Caio Duilio (D 554) della Marina Militare Italiana, due navi di oltre 7000 tonnellate di dislocamento.
Il varo scivolato di poppa e laterale sono eventi di grande impatto emotivo, e comportano notevoli sollecitazioni sulla struttura della nave.
Un caso particolare di varo effettuato in due fasi con tecnica differente tra di loro è stato nel 2004 quello della portaerei Cavour (550) della Marina Militare Italiana: il troncone di poppa (circa 2/3 dell'intero scafo) è stato varato con varo scivolato presso il cantiere di Riva Trigoso (Genova) e successivamente trasferito via mare al cantiere di allestimento del Muggiano di La Spezia per l'unione con il troncone di prora.
Il troncone di poppa è stato posto in secco su un bacino galleggiante, quindi il bacino è stato avvicinato al molo del cantiere dal quale è stato carrellato sul bacino stesso il troncone di prora della nave.
I due tronconi sono stati quindi allineati e saldati assieme, tale fase è tecnicamente chiamata "allungamento".
La nave - 30.000 tonnellate di dislocamento - è stata infine varata definitivamente e per intero per mezzo dell'affondamento del bacino galleggiante.
In passato il varo era un rito propiziatorio, in quanto i marinai affidavano le loro vite all'imbarcazione e perciò la benedicevano, dandole un nome. Oggi è una cerimonia completamente diversa, ma l'aspetto tecnico rappresentata le stesse difficoltà e le forze fisiche che agiscono sono sempre le stesse.
Non sempre il varo coincide con la fine dei lavori sulla nave. Esso rappresenta solo il momento in cui la nave viene appunto calata in acqua, e spesso succede che i lavori vengano ultimati successivamente, ormeggiando la nave ad un molo di allestimento del cantiere, oppure in mare o in seguito.

## Curiosità
Può capitare che durante la cerimonia di varo la bottiglia di champagne non si rompa. Questa eventualità è considerata dagli uomini di mare come un malaugurio.
Per ironia della sorte, durante il varo della Costa Concordia (naufragata il 13 gennaio 2012), avvenuto il 7 luglio 2006, la bottiglia non si ruppe.